# اونس تروا

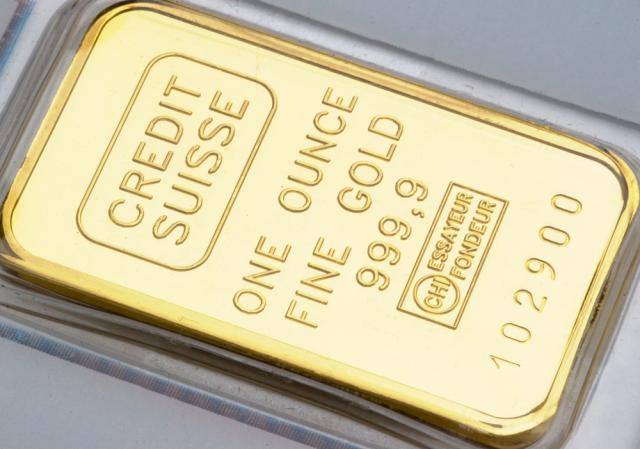
یک شمش طلا برابر با اونس تروا

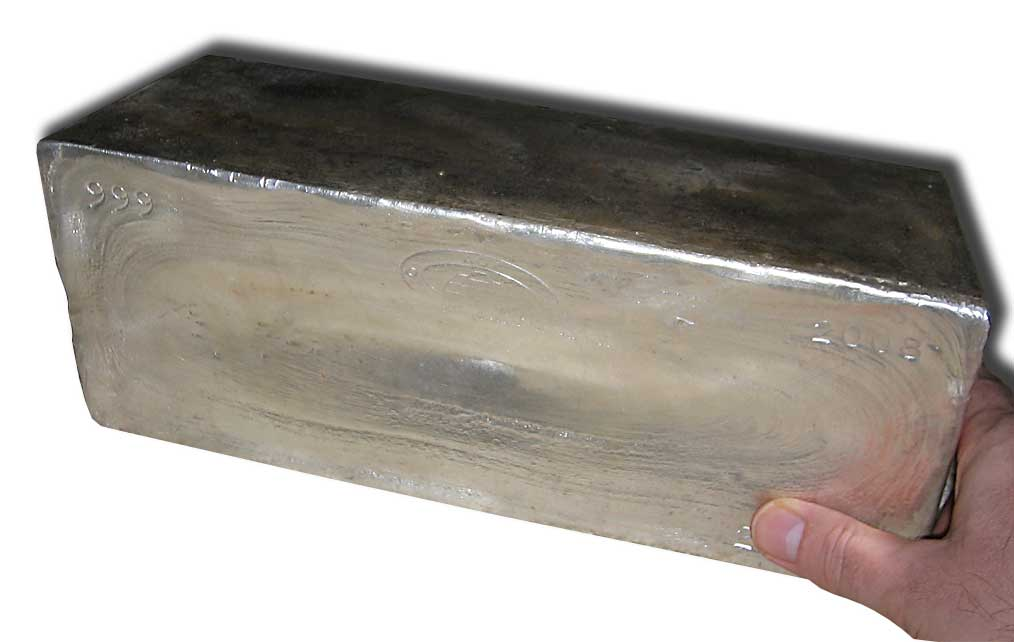
۱۰۰۰ اونس تروا

اونس تروا (تروی) (به انگلیسی: troy ounce (oz t)) یکای اندازه‌گیری وزن در دستگاه امپراتوری  است که برای اندازه‌گیری وزن  فلز گران‌بها کاربرد دارد.

## تعریف
یک اونس تروا دقیقا برابر است با ۰٫۰۳۱۱۰۳۴۷۶۸ کیلوگرم  یا ۳۱٫۱۰۳۴۷۶۸ گرم.
- به صورت حدودی ۳۲٫۱۵ اونس تروا برابر با یک کیلوگرم است.
- یک اونس تروا برابر با ۱٫۰۹۷۱۴ اونس هست.

اونس تروا یکی از یکاهای اندازه‌گیری تروا هست که برگرفته از پول رومی است
در  روم باستان از شمش برنزی برای اندازه‌گیری وزن استفاده می‌کردند